# 阿尔森·加尔斯强
阿尔森·霍拉耶维奇·加尔斯强（俄语：Арсен Жораевич Галстян，1989年2月19日—），出生在亚美尼亚苏维埃社会主义共和国Nerkin Karmiraghbyur，是亚美尼亚裔俄罗斯运动员，他在2012年夏季奥运会击败国际柔道联合会排名第一的Rishod Sobirov赢得了男子柔道60公斤级金牌。